# Tanimbar (lud)
Tanimbar – grupa ludności zamieszkująca wyspy Tanimbar w indonezyjskiej prowincji Moluki. Ich populacja wynosi 100 tys. osób.
Posługują się czterema językami z wielkiej rodziny austronezyjskiej (fordata, yamdena, seluwasan, selaru). Języki te nie są wzajemnie zrozumiałe. W użyciu jest także lokalny malajski, bliski odmianie wyspy Ambon. Wyznają chrześcijaństwo (katolicyzm i protestantyzm), przy czym zachowują elementy wierzeń tradycyjnych.
Tradycyjnie zajmują się rolnictwem ręcznym (ignamy, taro, bataty, maniok, banany) i rybołówstwem. Rozwinęli także rzemiosło. Mają bogate tradycje tkackie i rzeźbiarskie. Tradycyjna społeczność wiejska jest oparta na segmentach terytorialnych i patrylinearnych. Podział na kasty jest słabo zaznaczony. Wsie na wyspach Tanimbar liczą od 150 do 2500 mieszkańców.